# Volta a Costa Rica femenina
La Volta a Costa Rica femenina (en castellà: Vuelta Internacional Femenina a Costa Rica) és una cursa ciclista femenina per etapes que es disputa a Costa Rica. La primera edició es disputà el 1991, i no es va córrer regularment fins al 2002.

## Palmarès
| Any  | Vencedora                | Segona                  | Tercera                 |         |
| ---- | ------------------------ | ----------------------- | ----------------------- | ------- |
| 1991 | Rosaura Méndez           |                         |                         |         |
| 2002 | Karen Matamoros          | Jimena Arce             | Magdalena Angulo        |         |
| 2003 | Karen Matamoros          | Millerlandy Agudelo     | Jimena Arce             |         |
| 2004 | Viviana Maya             | Sigrid Corneo           | Karen Matamoros         |         |
| 2005 | Karen Matamoros          | Mayra Chinchilla        | Edith Guillén Chavarría |         |
| 2006 | Adriana Rojas            | Alejandra Carvajal      | Yoilin Moreira          |         |
| 2007 | Adriana Rojas            | Laura Lozano            | Alejandra Carvajal      |         |
| 2008 | Gloria Gutiérrez         | Adriana Tovar           | Adriana Rojas           |         |
| 2009 | Evelyn García Marroquín  | Natalia Navarro Cerdas  | Adriana Rojas           |         |
| 2010 | Evelyn García Marroquín  | Edith Guillén Chavarría | Adriana Rojas           |         |
| 2011 | Edith Guillén Chavarría  | Brenda Muñoz            | Natalia Navarro Cerdas  |         |
| 2012 | Edith Guillén Chavarría  | Natalia Navarro Cerdas  | Marcela Rubiano         |         |
| 2013 | Inga Čilvinaitė          | Addyson Albershardt     | Lorena Vargas           |         |
| 2014 | Olga Zabelínskaia        | Flávia Oliveira         | Alena Amialiússik       |         |
| 2015 | Milagro Mena Solano      | Flávia Oliveira         | Ana Teresa Casas        |         |
| 2016 | Arlenis Sierra Cañadilla | Ingrid Drexel Clouthier | Flávia Oliveira         |         |
| 2017 | Arlenis Sierra Cañadilla | Blanca Moreno           | Lilibeth Chacón García  |         |
| 2018 | Blanca Moreno            | Marcela Prieto          | Maria Jose Vargas       |         |
| 2019 | Marcela Prieto           | Andrea Ramirez Fregoso  | Flávia Oliveira         |         |
| 2020 | suspesa                  | suspesa                 | suspesa                 | suspesa |
| 2021 | suspesa                  | suspesa                 | suspesa                 | suspesa |
| 2022 | Carolina Vargas          | Gabriela Soto           | Jennifer Camila Sánchez |         |
| 2023 | Lilibeth Chacón García   | Nadia Gontova           | Marcela Prieto          |         |
| 2024 | Esther Galarza           | Gabriela Soto           | Karen Villamizar        |         |
| 2025 |                          |                         |                         |         |